# 加硫
加硫（かりゅう）とは、硫黄を用いて材料に架橋を起こす製法である。加硫を行うと、原材料に架橋反応が起こり、原材料の化学性質が変わる。
加硫は1839年にゴムの製法を研究していたアメリカの発明家チャールズ・グッドイヤー(C.Goodyear)が発見した。架橋反応は、1843年にイギリスの発明家トーマス・ハンコック(T.Hancock)が、架橋反応の仕組みを解明した。

## ゴムの架橋反応

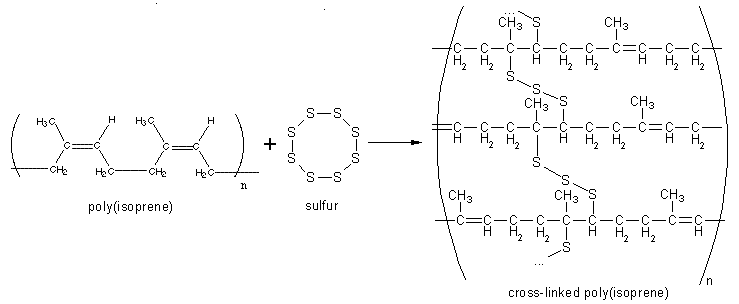
ポリイソプレンへの加硫の模式図

材料の分子内にある多重結合部に反応し、加えられた硫黄を媒介とした分子間結合が、新たに作り出される。この反応により、材料の分子量は増大し、それに伴い、ゴムの弾性限界が飛躍的に増大する。
ただし、過剰な加硫を行うと、多重結合や分子間の流動性が失われ、弾性限界は小さくなる。この性質を利用した材料にエボナイトがある。
加硫剤としては、硫黄のほか過酸化物なども使用され、加える化学物質により、様々な特性を持つゴムを製造することができる。加硫剤の働きを促進させる加硫助剤には、無機系の酸化亜鉛や酸化マグネシウムなど、有機系のステアリン酸やアミン類などが使われる。加硫時間の短縮などの目的で、チアゾール系を中心とした加硫促進剤が添加されることもある。
また、電離放射線を照射することで架橋反応を起こし加硫と同様の効果を得る方法があり放射線加硫と呼ばれている。

## ゴムの用途
タイヤやゴム製品に使用される。スチールラジアルタイヤに入れられている鋼線は鋼とゴムは接着性が良くないので銅めっきが施されている。加硫によってゴムに数％含まれる硫黄と銅が強力なイオン結合を形成する。1970年代のスティールラジアルタイヤのワイヤは銅メッキで、現在はより強度があるブラス(真鍮)メッキになった。ブラスメッキは銅と亜鉛を陽極に並べてメッキする。最近は鋼線とゴムとの接着をナフテン酸コバルトというものを介在させる界面活性剤で解決する方法が見付かったが環境に悪影響を与える可能性がある。